# Химните от Олни
Химните от Олни (на английски Olney Hymns) са евангелистки църковни песни.
Публикувани са за първи път през февруари 1779 г. и включват творбите на англичаните свещеника и композитор Джон Нютън (1725 – 1807) и неговия приятел и поет Уилям Купър (1731 – 1800). Химните са написани за селската енория, в която служи Нютън, включваща бедни и необразовани християни. Химните от Олни са пример за идеологията на евангелското учение, към което принадлежат и двамата.
Химните от Олни стават много известни. През 1836 г. вече има 37 издания и по всяка вероятност има и още, които са отпечатани както във Англия, така и в Америка. Докато пеенето на химни става все по-популярно през 19 век, много (около 25) от химните са препечатани в други книги с химни и памфлети. Днес около 6 от всичките 384 химни от Олни често се пеят в църквите, най-известният от които е 'Amazing Grace' (Изумителна благодат).

## Предпоставки
Градчето Олни, графство Бъкингамшър, от което идва и името на химните, по времето на първата публикация е пазарен център с около 2000 жители. От тях около 1200 работят в слабо платената дантелена промишленост на града. Населението е предимно бедно; казват, че Купър е описвал съседите си като 'гладни и дрипави'. Химните от Олни са написани предимно за тези бедни и слабо образовани хора.
Олни като цяло винаги е бил свързван с религиозните му несъгласия и разколи от установената църква. Те са протестанти, които отказват да следват правилата на англиканската църква след реставрацията на Чарлз II през 1660 г. Когато Нютън се заселва в Олни, градчето е подпомагало 2 такива параклиса. Сред местните дисиденти са Джон Бъниън от Бедфорд, автор на Прогресът на поклонника, и Филип Додъридж (1702 – 1751), автор на химни от Нортхамптън. Нютън, със своите възгледи относно дисидентите (майка му е била такава), се разбира с енориашите и бързо си спечелва репутация на проповедник. През първата година от неговия престой е добавена зала в църквата, за да побере нарастващия брой от хора, а седмичните събирания за молитва са преместени в имението на Лорд Дартмаут през 1769 г., за да приемат още повече хора. На първото събрание Купър слага надписа 'Jesus where're thy people meet'.

## Нютън и Купър
Джон Нютън е единствено дете. Става моряк и капитан на кораб за роби. Духовното прераждане на Нютън – важна част от евангелизма, става по време на силна морска буря на 10 март 1748 г. Нютън описва случилото се в автобиографията си Истинска история (издадена през 1764 г.) и отбелязва годишнина от това прераждане. Този инцидент връща вярата му в Бог и въпреки възраженията на църквата (отнело му 6 години, за да бъде ръкоположен в англиканската църква), той се издига до свещеник в Олни през 1764 г. Влиянието и способностите на Нютън се оказват много полезни за него и за енорията му, когато местният евангелски търговец Джон Торнтън (на когото Нютън изпраща копие от автобиографията си) предлага на енорията 200 паунда годишно с условието Нютън да отделя част от тях за бедните. Тази ежегодна помощ е прекратена, когато Нютън напуска Олни през 1780 г. и става пастор в „Св. Мери Улнот“, Лондон.
Уилям Купър е син на англикански пастор и получава добро образование в Уестминстърското училище. Купър преживява няколко силни депресии и постоянно има опасност от появата на други. Докато прекарва известно време в психиатрия, неговият братовчед и евангелски пастор Мартин Мадам му помага. Неговото привързване към евангелизма, неговото „новораждане“ и преместването му в Олни през 1767 г. го среща с Джон Нютън. Купър става неплатен помощник в църквата на Нютън и помага за разпределението на помощите на Торнтън.
Той е известен не само с участието си в писането на Химните от Олни, но и като поет, писател и преводач. Някои от неговите трудове включват Джон Гилпин (1782), Задачата (1785) и преводите на Омир, публикувани през 1791 г. Купър напуска Олни и отива в съседния Уестън Ъндъруд през 1786 г.

## Подробности по химните
Химните от Олни отчасти изразяват вярата, личните преживявания на Нютън и Купър и убежденията на евангелската вяра: първородният грях, духовното новораждане, изкуплението, изучаването на Библията, Божият промисъл и вярата във вечен живот след смъртта. Химните са написани за църквата в Олни, в която Нютън служи. Хората ги пеят и по време на хвалебствените събирания. Пеенето на химни обаче по онова време е спорно в англиканската църква. До 1760 г. пеенето на химни вече е станало официална част от евангелската църква. Псалмите от Библията се преработват, така че да съвпадат с определена мелодия. Това са т.нар. метрични псалми. До 1820 г. в англиканската църква други химни освен метричните псалми са били под въпрос, понеже не са били стриктно наказвани според Книгата за общи молитви. Вследствие много църковни водачи предпочитат пеенето на химни само в домашни условия, не и по време на неделната официална служба.
В предговора на химните Нютън казва: „Трябва да са химни, не под формата на ода, направени за обществено хваление, така че и простите хора да могат да ги пеят“. Нютън обяснява и двете главни прични за издаването; желанието му да допринесе за 'вярата и разтухата на истинските християни' и като постоянен документ на приятелството му с Купър. Знае се, че Нютън е предложил на Купър да работят заедно върху сбор от химни, основно написани от текстовете на Нютън през последните 10 години. От всички 348 химни, издадени през 1779 г., се смята, че Купър е написал само 66 от тях през 1772 – 1773 г., докато други източници приписват на Купър 67 химни. Нютън е написал останалите. Знае се, че някои от химните са пряк отзвук на събитията около тях; например 'O for a closer walk with God' е написана за тежкото боледуване на лелята на Купър, Мери Ънуин, от болест, от която тя оцелява.
Няма сведения, които да показват дали Нютън или Купър въобще са писали музика за химните. Смята се, че първноначално химните са се пеели в каквато и да е подходяща мелодия, която да пасва на думите. Впоследствие някои от химните започват да се свързват с определена мелодия. Например мелодията на Хайдн 'Австрия' ('Gott erhalte Franz den Kaiser') днес се свързва с химна 'Glorious things of thee are spoken', както и 'Нова Британия' (американска народна песен, за която се смята, че произлиза от Шотландия или Ирландия) от около 1830 г. се свърза с 'Amazing Grace'. Шотландската или ирландската мелодия на химна го правят да звучи добре, когато е изсвирена от гайди – химнът често е свирен от гайди и обикновено се свързва с този инструмент.
'Amazing Grace' служи за пример на евангелската вяра: първата строфа изразява Нютън като 'грешник', който се е обърнал към Бог, 'загубен' и 'сляп', но е 'прогледнал'. Божият промисъл и привързаността на Купър към Бог са изразени в четвърта строфа. 'Той ще бъде мой щит и моя участ'. Вярата във вечния живот след смъртта са изразени в пета и шеста строфа: 'когато плътта и сърцето ми отпаднат', 'аз ще притежавам' 'живот на радост и на мир' и 'Бог, който ме призова тук долу, ще бъде вечно мой'. 'Amazing Grace' не е оригиналното заглавие на химна. Първоначално химнът се появява в първата книга на Химните от Олни със заглавието 'Faith's Review and Expectation' ('Преглед и очаквания на вярата') ('химн 41').
Химните от Олни са подразделени на 3 книги:
- Книга първа – по определени текстове от Писанието;
- Книга втора – по даден повод;
- Книга трета – по напредъка и промените в духовния живот.

Подразделенията отразяват основните вярвания на евангелизма. Според Книга първа най-важният и основен източник на религиозно право е Библията и химните в нея са написани за да осигурят чрез прост език на вярващите пълно разбиране на съдържанието ѝ. Дадените поводи на Книга втора са тези, чрез които се разбират приоритетите на евангелския духовен живот. Например в раздел 'Провидение' се изобразява вечно контролиращата ръка на Бог. Книга трета изразява етапите на личното духовно пробуждане и спасение.
Популярността на химните не се ограничава само до местните жители, а се разпространява и из нарастващия религиозен свят на Англия. През късния 18 и ранния 19 век евангелизмът решително си пробива път към установената англиканска църква, а химните на Нютън и Купър идеално описват евангелската вяра. Химните нямат за цел да предизвикат теологична дискусия или представяне на Библията, те са написани за 'простите хора'. Лесните стихотворни стъпки и рими се запомнят лесно от слушателите. Наблягането на думата „аз“ показва, че химните са написани от гледната точка и собствените преживявания на Нютън, вярата му, личното му покаяние, новораждането му и желанието му за връзка с Господ.